# Национальная Медиа Группа
«Национа́льная Ме́диа Гру́ппа» («НМГ») — российский частный медиахолдинг. Штаб-квартира располагается в Москве.

## История
ЗАО «Национальная Медиа Группа» было создано в феврале 2008 года путём соединения медийных активов ОАО «АБ „Россия“», Алексея Мордашова, ОАО «Сургутнефтегаз» и страховой группы «Согаз», с целью повышения конкурентоспособности и более эффективного управления.
В мае 2008 года «Национальная Медиа Группа» выкупила 50,19 % акций ежедневной общенациональной газеты «Известия» у медиахолдинга «Газпром-Медиа».
Согласно расследованию издания «Проект», в 2009 году связанная с президентом РФ Владимиром Путиным кипрская офшорная структура Ermira Consultants Ltd владела 24 % акций НМГ, а в 2013 году дополнительно купила 7,5 % акций за 76 млн евро, которые были проданы через три месяца структурам Геннадия Тимченко на 65,6 млн дороже.
15 апреля 2010 года медиахолдинг подписал опционное соглашение с люксембургским холдингом RTL Group для объединения операций РЕН ТВ и «Пятого канала».
В январе 2011 года «Ростелеком» выкупил 71,8 % группы компаний «Национальные телекоммуникации» у «НМГ». В феврале 2011 года «Национальная Медиа Группа» выкупила 25 % акций «Первого канала» у структур компании Millhouse Романа Абрамовича.
В июне 2011 года компания приобрела 30 % акций медиахолдинга «РЕН ТВ» у RTL Group. В обмен иностранный инвестор получил 7,5 % акций «НМГ», таким образом став акционером российского медиахолдинга.
В июле 2011 года «Национальная Медиа Группа» приобрела 100 % акций радиостанции «Русская служба новостей» у радиохолдинга «Русская Медиагруппа». В феврале 2019 года стало известно, что «НМГ» не планирует развивать свои FM-частоты (107,0 FM в Москве и 92,9 FM — в Санкт-Петербурге) и ведет переговоры по продаже радиобизнеса.
В апреле 2013 года медиахолдинг приобрёл 23,02 % от общего количества акций ежедневной общенациональной газеты «Известия» у финансовой группы «ИФД КапиталЪ». В сентябре 2013 года RTL Group собирается продать свою долю в «Национальной Медиа Группе» (7,5 %). Таким образом RTL Group уходит из России. В октябре 2013 года «НМГ» приобрела 100 % акций ИД «Три короны», выпускающего газету «Metro Санкт-Петербург».
19 сентября 2013 года RTL Group продала долю акций «НМГ» в размере 7,5 % и тем самым вышла из акционеров медиахолдинга.
В марте 2014 года «Национальная Медиа Группа» приобрела 50 % акций телекомпании «Арт Пикчерс Вижн», входящей в группу компаний «Арт Пикчерс».
В августе 2015 года «НМГ» вместе с Discovery Networks объявила о создании компании «Медиа Альянс», которая к началу 2016 года приобрела 11 телеканалов американского телевещателя Discovery (включая Discovery Channel, TLC, Animal Planet и Eurosport), 12 русскоязычных версий телеканалов Viasat (находились в процессе приобретения) и 3 телеканала группы Turner. Тем самым, компания стала владельцем 20 % аудитории рынка платного ТВ в России, что было сделано без дополнительных инвестиций исключительно благодаря принятому в 2014 году закону о СМИ, по которому иностранцы не могут владеть более чем 20 % в медиакомпаниях с 2016 года.
В марте 2016 года медиахолдинг выкупил 25 % акций ЗАО «Спорт-Экспресс», учредителя одной из крупнейших российских спортивных газет «Спорт-Экспресс».
Весной 2016 года «НМГ» стала учредителем Национального рекламного альянса (НРА) с долей владения в 25 %.
В июне 2016 года, в рамках реструктуризации российского бизнеса платных телеканалов, «Национальная Медиа Группа» выкупила долю в уставном капитале ООО «Синерджи» и стала держателем основного пакета медиагруппы Viasat Россия в размере 80 %, совместно с международной группой Viasat World, доля которой сократилась до 20 %.
В марте 2017 года была приобретена компания AmberData, занимающаяся анализом пользовательских данных в интернете и разработкой платформы для управления обезличенными пользовательскими данными в интернете (Data Management Platform, DMP).
2 июня 2017 года был запущен мультимедийный информационный центр «Известия», который стал производителем и поставщиком новостей для каналов из «Национальной Медиа Группы» («РЕН ТВ» и «Пятого канала»).
В июне 2017 года «Национальная Медиа Группа» заявила о создании в сотрудничестве с «СТС Медиа» агентства по продаже рекламы ООО «Эверест» (51 % — ЗАО «НМГ», 49 % — ООО «СТС Медиа»), а также Art Pictures Distribution (ООО «Арт Пикчерс Дистрибьюшн»), специализированной компании по закупке и монетизации библиотеки прав на контент (доли владения: 51 % принадлежит ЗАО «НМГ», 49 % — ООО «СТС Медиа»).
В феврале 2018 года стало известно, что «НМГ» стала совладельцем телеканалов «Sony Pictures» в России. В результате сделки медиахолдинг получил 80 % в телевизионном бизнесе на территории России.
В августе 2018 года «Национальная Медиа Группа» приобрела у компании Романа Абрамовича 4 % акций «Первого канала» и теперь контролирует 29 % акций телеканала.
В октябре 2018 года медиахолдинг зарегистрировал кинокомпанию «НМГ Студия» для инвестирования средств в российские контентные проекты. В 2023 году креативным продюсером «НМГ Студии» стал Андрей Золотарёв. Также компания заключила first look deal с Iney Productions, совладельцем которой является Золотарёв.
В декабре 2018 года консорциум в составе «Национальной Медиа Группы» и ВТБ закрыл сделку по покупке 75 % в «СТС Медиа» у структуры Ивана Таврина.
В апреле 2019 года «НМГ» закрыла сделку по приобретению 50 % Art Pictures Studio. Стороной по сделке выступила «НМГ Студия», осуществляющая инвестиции «НМГ» в кинопроекты. «НМГ» приобрела долю одного из учредителей Art Pictures Studio Дмитрия Рудовского, который продолжит сотрудничество с компанией как один из продюсеров ряда проектов. Доля второго акционера, Фёдора Бондарчука, сохранится в размере 50 %.
24 июня 2021 года телеканалы Sony Pictures Television International были закрыты, на их базе стали вещать собственные телеканалы принадлежащей «НМГ» компании «Медиа-Телеком» — .Red, .Sci-Fi и .Black.
К концу 2022 года «Ростелеком» и НМГ планируют объединить онлайн-кинотеатры «Wink» и «more.tv». В рамках совместного предприятия «Ростелеком» получит 70 %, НМГ — 30 %.
В ноябре 2022 года «НМГ» объявила о создании кинопрокатной компании «НМГ кинопрокат». В 2023 году «НМГ кинопрокат» стала партнёром по дистрибуции ГК «Рики».
В апреле 2023 г. на частоте Радио «Известия» была запущена станция Kiss FM с новым владельцем.
В июне 2023 года «НМГ» приобрела эксклюзивные права на новые фильмы киностудии «Bazelevs».
В августе 2024 года холдинг через свою дочернюю компанию «Медиа Телеком» (юридическое лицо — «НМГ Студия») поглотил компанию «Медиа-1», в чей состав входят телеканалы «Муз-ТВ», «Ю» и «Солнце».

## Санкции
7 июля 2022 года, из-за вторжения России на Украину, холдинг внесён в санкционные списки Канады как платформа дезинформации и пропаганды «за содействие и поддержку неспровоцированного и необоснованного вторжения России на Украину».
19 октября 2022 года внесён в санкционные списки Украины, так как компания «формирует индустрию медиа в России, которая распространяет нарративы в соответствии с кремлёвской пропагандой для целей оправдания военных действий Российской Федерации и геноцида гражданского населения на Украине».
16 декабря 2022 года холдинг включён в санкционный список стран Евросоюза. По данным Евросоюза, подконтрольные холдингу СМИ активно распространяют пропаганду и дезинформацию, связанную с российской агрессией против Украины, поэтому холдинг поддерживает действия, которые подрывают территориальную целостность, суверенитет и независимость Украины. С 21 декабря 2022 года находится в санкционном списке Швейцарии по аналогичным основаниям

## Руководство

### Президенты
- Сергей Фурсенко (2008—2010)

### Генеральные директора
- Сергей Фурсенко (2008)
- Михаил Концерев (2008—2009)
- Александр Орджоникидзе (2009—2016)
- Ольга Паскина (2016—2021)[46]
- Светлана Баланова (с 2021)[47]

### Председатели Совета директоров
- Любовь Совершаева (2008—2011)
- Алексей Мордашов (2011—2012)
- Кирилл Ковальчук (2012—2014)
- Алина Кабаева (с 2014)[48]

## Деятельность
В начале 2017 года выручка медиахолдинга составила 30 млрд рублей. В 2020 году выручка — 66,4 млрд рублей.
«Национальная Медиа Группа» владеет следующими активами:
Эфирное телевидение
- Первый канал (58,4 %)
- Пятый канал (72,4 %)
- РЕН ТВ (82%)[51]
- Телеканал 78
- Телеканал IZ.RU
- СТС Медиа (49 %)[52]:
  - СТС
  - Домашний
  - Че!
  - CTC Love
  - СТС Kids

Платное телевидение
- Медиа-Телеком — совместное предприятие Ростелекома и Национальной Медиа Группы[53]:
  - Медиа-1:
    - Муз-ТВ
    - Солнце
    - Ю

  - Star Media:
    - BOLT
    - Star Cinema
    - Star Family
    - Русская история

  - АО «Феникс-Тверь»:
    - Феникс+ Кино
    - Оружие
    - Анекдот ТВ

  - .Red
  - .Black
  - .Sci-Fi
  - Кинеко
  - Сапфир
  - Terra
  - Удар
  - Аппетитный
  - Диалоги о рыбалке
  - Мы
  - Старт
  - Старт Триумф
  - Старт Туран
  - ТВ 21

Цифровые и информационные ресурсы
- МИЦ «Известия» (100 %)[54]
- Спорт-Экспресс (75 %)[55]
- Деловой Петербург

Контент и кинопроизводство
- НМГ Студия[56] — специализированная компания в сфере кинопроизводства.
- Art Pictures Studio (50 %)
- Art Pictures Vision (80 %)[57] — производитель ТВ-фильмов и сериалов.
- Art Pictures Distribution (51 %)[58] — специализированная компания по закупке и монетизации библиотеки прав на контент.
- Студия «Водород»
- Индустрия (партнерский проект)[59] — школа кино и телевидения.
- Студия Метрафильмс (25 %)[60]
- Keystone Production (25 %)[61]
- Star Media Vision
- Mars Media Vision

Технологии
- Витрина ТВ (25 %)[62] — единая платформа для трансляции контента Федеральных телеканалов в интернете.
- AmberData (100 %)[63] — платформа-агрегатор по управлению данными пользователей в Интернете.

Сейлз-хаус и сервисные услуги
- Эверест (51 %)[64] — агентство по продаже рекламы.
- Национальный рекламный альянс (25 %)[65] — торговая площадка по продаже рекламы.
- Медиа Бизнес Солюшенс (51 %)[52] — сервисная компания. Оказывает услуги бэк-офиса для «НМГ».
- Hype Agency (50 %)[66]

## Общественный совет
В 2008 году в рамках взаимодействия медиахолдинга с общественностью и властью «Национальная Медиа Группа» создала наблюдательный орган — Общественный совет, в состав которого вошли российские деятели культуры, политики и представители бизнеса. Председателем совета с 2014 года является Алина Кабаева.